# Museo de Historia Natural de Gibara
El Museo de Historia Natural de Gibara, fundado el 30 de diciembre de 1966: Museo de Historia Natural "Joaquín Fernández de la Vara Pí" es una institución de Cuba ubicada en Gibara, en la provincia Holguín.
Es un centro valioso por la inmensa colección de biología y geología que posee. Cuenta con una colección de exhibición permanente de 2904 exponentes distribuidos en 7 temáticas: ornitología, mamíferos, reptiles, botánica, malacología, geología y sala marina. Existen además 10109 exponentes en almacén.
Posee tesoros como el esqueleto completo de un cachalote y de una ballena piloto. Además tiene salones de grupos vivientes como reptiles, un mural-maqueta a tamaño real de un arrecife coralino y grandes colecciones de invertebrados.
Así como es tradicional la fabricación de vinos caseros en Gibara, sobre todo de frutas, el propio Museo de Historia Natural tiene un club de vinicultores que hacen perdurar la tradición.